# قطورلو
قطورلو (ترکی آذربایجانی: Qoturlu) یک منطقهٔ مسکونی در جمهوری آرتساخ است که در استان شاهومیان واقع شده‌است.